# Tonka (nhiên liệu)
Tonka (còn gọi là TONKA-250 hay R-Stoff) là tên một loại nhiên liệu tên lửa được người Đức phát triển và sử dụng trên tên lửa Wasserfall;. Loại nhiên liệu này được sử dụng phổ biến trong các thiết kế tên lửa của Liên Xô. Các nhà khoa học tên lửa Liên Xô gọi nó là TG-02.
Thành phần hóa học của Tonka bao gồm xấp xỉ 50% triethylamine và 50% xylidine. Nhiên liệu Tonka được trộn với chất ô xy hóa như nitric acid hoặc dẫn xuất nitric oxide khan (Liên Xô gọi hợp chất ô xy hóa này dưới dạng AK-2x). Ở Hoa Kỳ, các nhà khoa học sử dụng chất đẩy tên lửa là hỗn hợp axit nitric/aniline (Benzamine) làm chất đẩy cho các tên lửa WAC Corporal và Aerobee. Sự kết hợp chất ô xy hóa/nhiên liệu này tương tự như chất đẩy hypergolic (chất ô xy hóa và nhiên liệu ngay lập tức bốc cháy khi trộn lẫn với nhau). Chất đẩy sử dụng nhiên liệu Tonka giúp cho động cơ có thể đạt Isp xấp xỉ 216-248 ở mực nước biển, như thông số kỹ thuật của tên lửa đạn đạo R-21 (Tên lửa đạn đạo phóng từ tàu ngầm đầu tiên của Liên Xô) được đưa vào trang bị năm 1963.
Việc nghiên cứu chất đẩy hypergolic bắt đầu sau khi Liên Xô nghiên cứu tên lửa đạn đạo Wasserfall thu được của phát xít Đức, đặc biệt là trong dự án phát triển tên lửa hành trình mang đầu đạn hạt nhân Burya đầu những năm 1950. Sau dự án phát triển tên lửa Burya, Tonka tiếp tục được sử dụng làm nhiên liệu cho tên lửa chống tàu Kh-22, và động cơ S5.4 trên tàu vũ trụ Vostok, Voskhod, vệ tinh Zenit. Đây cũng là động cơ đã đưa Yuri Gagarin trở về Trái đất trên tàu Vostok 1 (1961).
Tonka còn được sử dụng làm nhiên liệu mồi kích hoạt động cơ tên lửa Scud. Nhiên liệu chính được sử dụng trên tên lửa Scud là kerosene (TM-185) và axit Nitric, hỗn hợp này khó tự bốc cháy nên động cơ cần có một nhiên liệu "mồi" là vài kilogram nhiên liệu Tonka, để kích hoạt nhiên liệu chính.
Hỗn hợp Triethylamine/xylidine (TX) cũng được sử dụng trong các động cơ SEPR của Pháp vào những năm 1950, được sử dụng trên máy bay Mirage IIIC. Sau này, nhiên liệu TX được thay thế bằng nhiên liệu kerosene không độc hại, đơn giản hóa việc tiếp nhiên liệu cho máy bay. Động cơ phải sửa đổi lại một chút nhưng nhờ đó mà không cần sử dụng nhiên liệu hypergolic cùng với axit nitric, một bể chứa nhiên liệu TX nhỏ vẫn được sử dụng để kích hoạt động cơ.
Các người chơi tên lửa nghiệp dư được khuyến cáo không sử dụng loại nhiên liệu này, do yêu cầu pha trộn chính xác về thành phần hóa học của hỗn hợp, độ tinh khiết của các thành phần hóa học và nhiệt độ của nhiên liệu khi sử dụng.